# Tokyo Metro série 05
La série 05 (05系, 05-kei) du Tokyo Metro est un type de rame automotrice exploitée depuis 1988 sur le réseau du métro de Tokyo au Japon.

## Description
Un total de 43 rames de dix voitures ont été construites de 1988 à 2004, avec un certain nombre de variantes. Les rames à partir du 25e exemplaire ont une face avant partie avant redessinée et sont appelées "série 05N".

## Histoire
La série 05 a été mise en service en 1988 sur la ligne Tōzai. En 2014, 4 rames ont été rénovées et raccourcies à 3 voitures pour la ligne Chiyoda.
Les rames de la série 05 commencent à être remplacées par des rames de la série 15000 depuis mai 2010. Huit rames ont été vendues à KAI Commuter (en) qui exploite des trains dans l'aire métropolitaine de Jakarta.

## Services
Les rames de 10 voitures sont affectées à la ligne Tōzai et circulent également sur les lignes de banlieue interconnectées Chūō-Sōbu et Tōyō Rapid.
Les rames de 3 voitures circulent sur la branche de Kita-Ayase de la ligne Chiyoda.

## Galerie photos

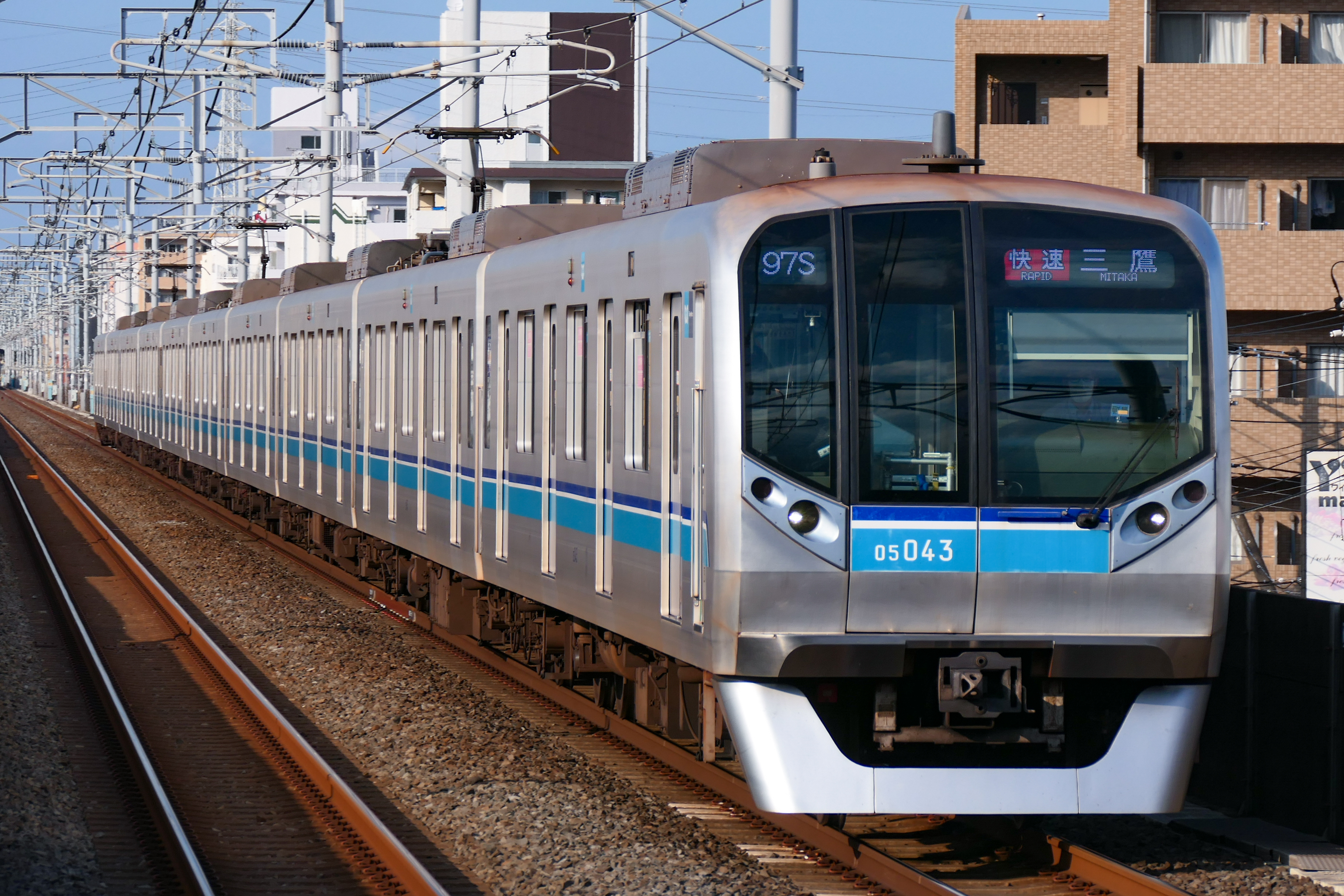
Rame série 05N
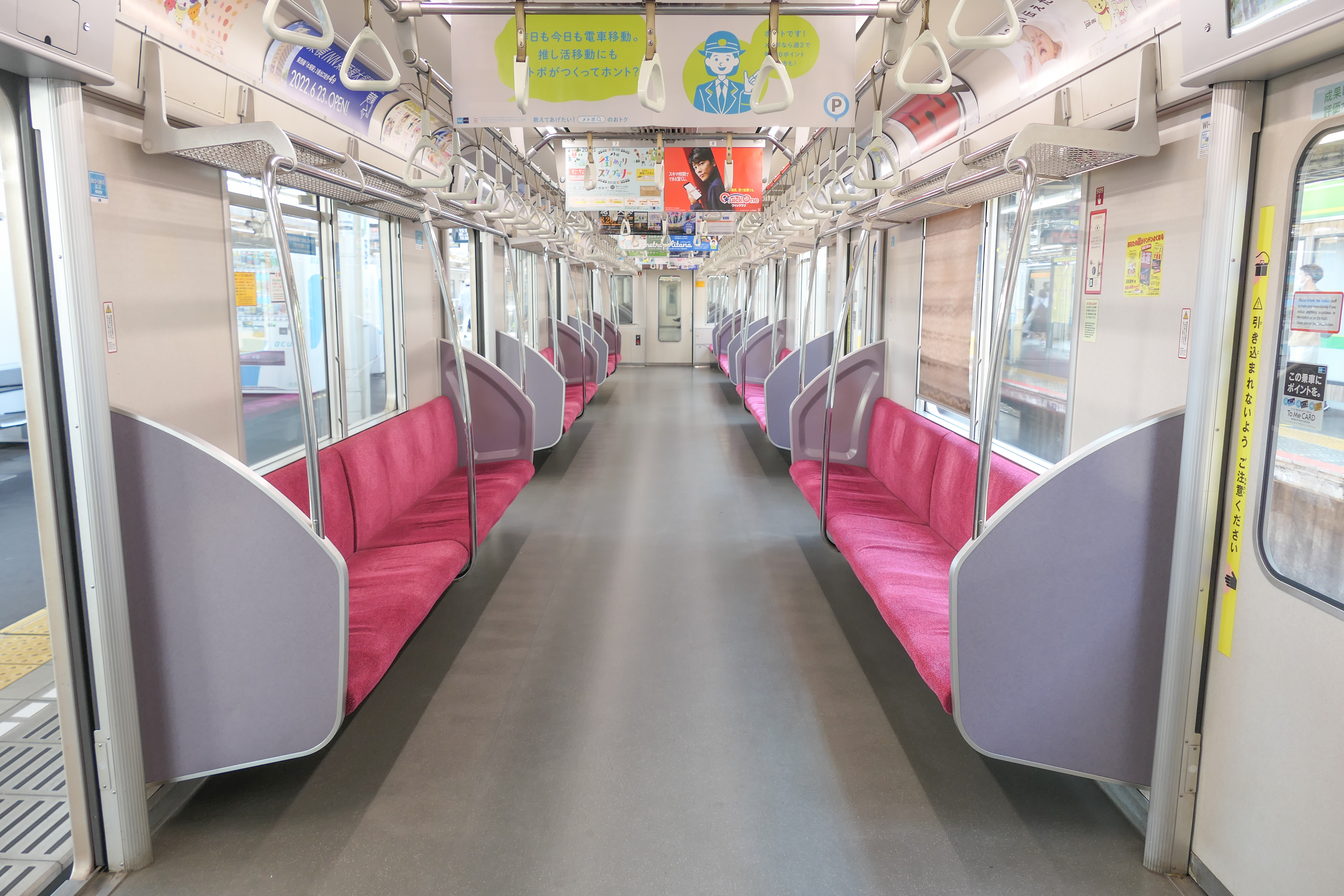
Intérieur de la rame.
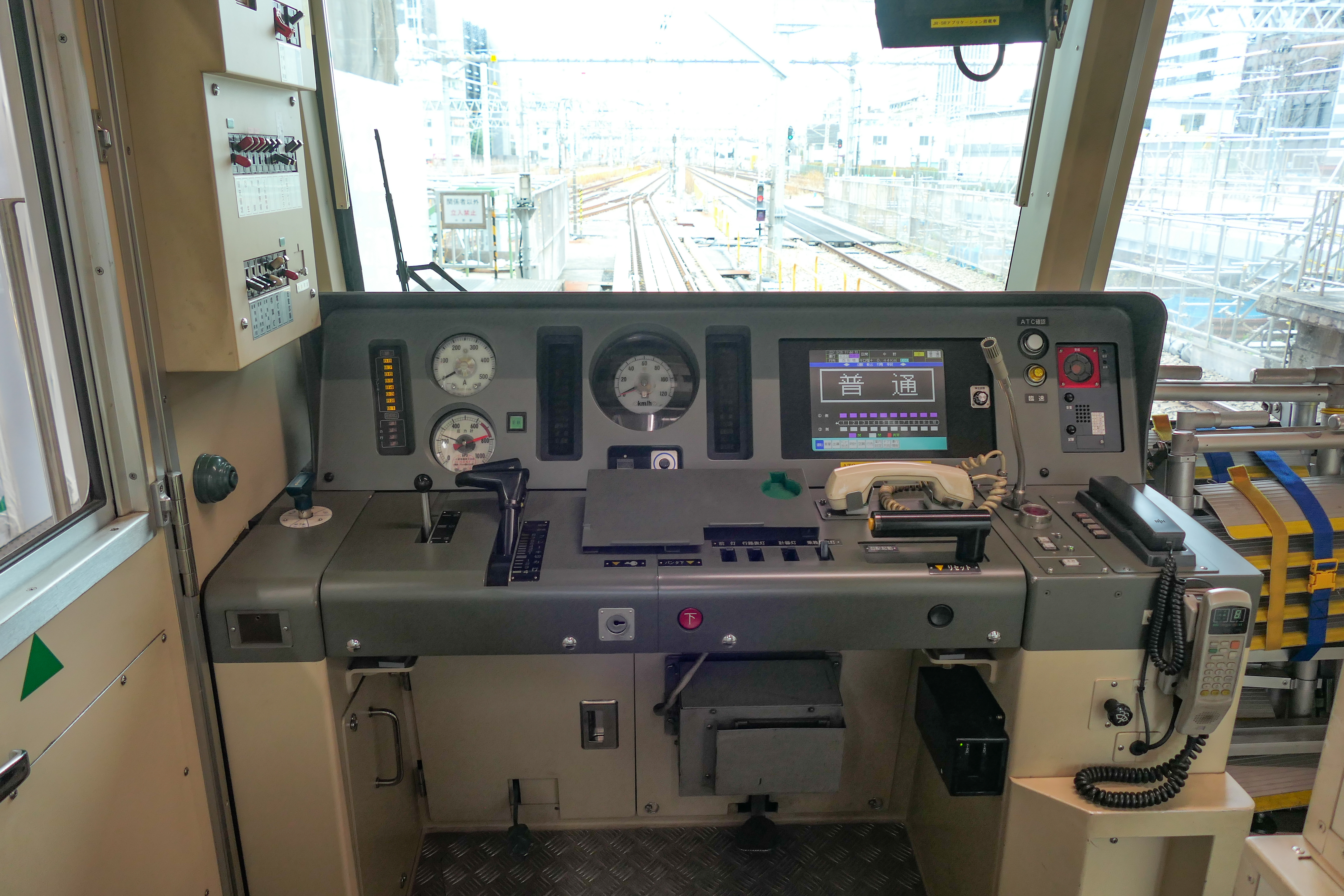
Cabine de conduite.